# لارس ألريك
لارس أولريش (بالإنجليزية: Lars Ulrich) هو عازف درمز وكاتب موسيقي وممثل دنماركي الأصل (/ˈʊlrɪk/; Danish: ‎[lɑːs ˈulˀʁæɡ]‏ ولد في 26 ديسمبر 1963. المؤسس الثاني لفرقة الهيفي ميتال ميتاليكا سنة 1981. ابن لاعب التنس توربن أولريش وحفيد لاعب التنس إينر أولريش، كما لعب التنس في شبابه وانتقل إلى لوس أنجلوس في سن 16 للتدريب. ومع ذلك، بدلاً من لعب التنس، بدأ أولريش في العزف على الطبول. بعد نشر إعلان في الريسيلكير (The Recycler)، قابل أولريش المغني وعازف الجيتار جيمس هيتفيلد وشكلا ميتاليكا.

## روابط خارجية
- لارس ألريك على موقع IMDb (الإنجليزية)
- لارس ألريك على موقع الموسوعة البريطانية (الإنجليزية)
- لارس ألريك على موقع ألو سيني (الفرنسية)
- لارس ألريك على موقع ميوزك برينز (الإنجليزية)
- لارس ألريك على موقع رولينغ ستون (الإنجليزية)
- لارس ألريك على موقع أول موفي (الإنجليزية)
- لارس ألريك على موقع قاعدة بيانات الأفلام السويدية (السويدية)
- لارس ألريك على موقع إن إن دي بي (الإنجليزية)
- لارس ألريك على موقع أول ميوزيك (الإنجليزية)
- لارس ألريك على موقع ديسكوغز (الإنجليزية)